# Kobus gaat naar Appelscha
Kobus Gaat Naar Appelscha was een Nederlandse punkband uit Friesland die actief was in de periode 1985–1989. In 1985 wonnen ze de Kleine Prijs van Sneek, een Friese talentenjacht, waarna ze hun debuutalbum uitbrachten. Hun bekendste nummer is niet representatief voor hun werk: een cover van Non, non, rien n'a changé van het Franse jeugdkoor Les Poppys.

## Naam
De naam is geïnspireerd op een Engelse band uit die tijd: Frankie Goes to Hollywood. In een interview in het radioprogramma Ronflonflon vertelden ze dat deze naam verzonnen was, omdat een van de bandleden Kobus heette en een ander lid een vakantiewoning in Appelscha had.

## Geschiedenis
In 1988 probeerde de band het succes tevergeefs uit te breiden naar het buitenland, waarna ze in 1989 besloten ermee te stoppen. De meeste bandleden gingen daarna verder met andere projecten zoals Pigmeat en Trio Hell. Een geplande reünie halverwege de jaren negentig werd na één repetitie afgeblazen. Wel verscheen er in 2000 nog een cd-box Today Appelscha Tomorrow the World met alle Kobus-opnames.
Op 12 januari 2020 werd bekend dat gitarist Kees Dijker in Maastricht is overleden.

## Discografie
- Leave This World (lp)
- All Smooth Faces in a Fantasy World (lp)
- All the World and His Wife (lp)
- The World According to... (lp/cd)
- Today Appelscha Tomorrow the World (3 cd's, compilatie)

## Bezetting
- Gilbert Terpstra – drums
- Jan Seunnenga – basgitaar/gitaar
- Kees Dijker – gitaar/basgitaar
- Menno Bakker (Menno Hatzmann) – zang
- Reinder Kerkhof – gitaar
- Sytse Haima – gitaar